# Scud
Scud (NATO-rapporteringsnavn SS-1 Scud) er en serie taktiske ballistiske missiler udviklet af Sovjetunionen under den kolde krig. Det russiske navn for missilet er R-11 (første version) og R-300 Elbrus (senere versioner). Missilet er blevet eksporteret til mange lande. Navnet Scud er i medierne blevet brugt som betegnelse for en bred vifte af missiler udviklet af andre lande med det sovjetiske missil som udgangspunkt. Missilet Scud blev brugt under Golfkrigen af Irak, der efter det første luftangreb reagerede ved at affyre 8 Scud missiler mod Israel.